# شمال آسیا
شمال آسیا یا آسیای شمالی، منطقه‌ای جغرافیایی در شمال قاره آسیا است که فقط از بخش آسیایی روسیه شامل سه ناحیه فدرال اورال، سیبری و خاور دور، تشکیل شده است.

## نگارخانه

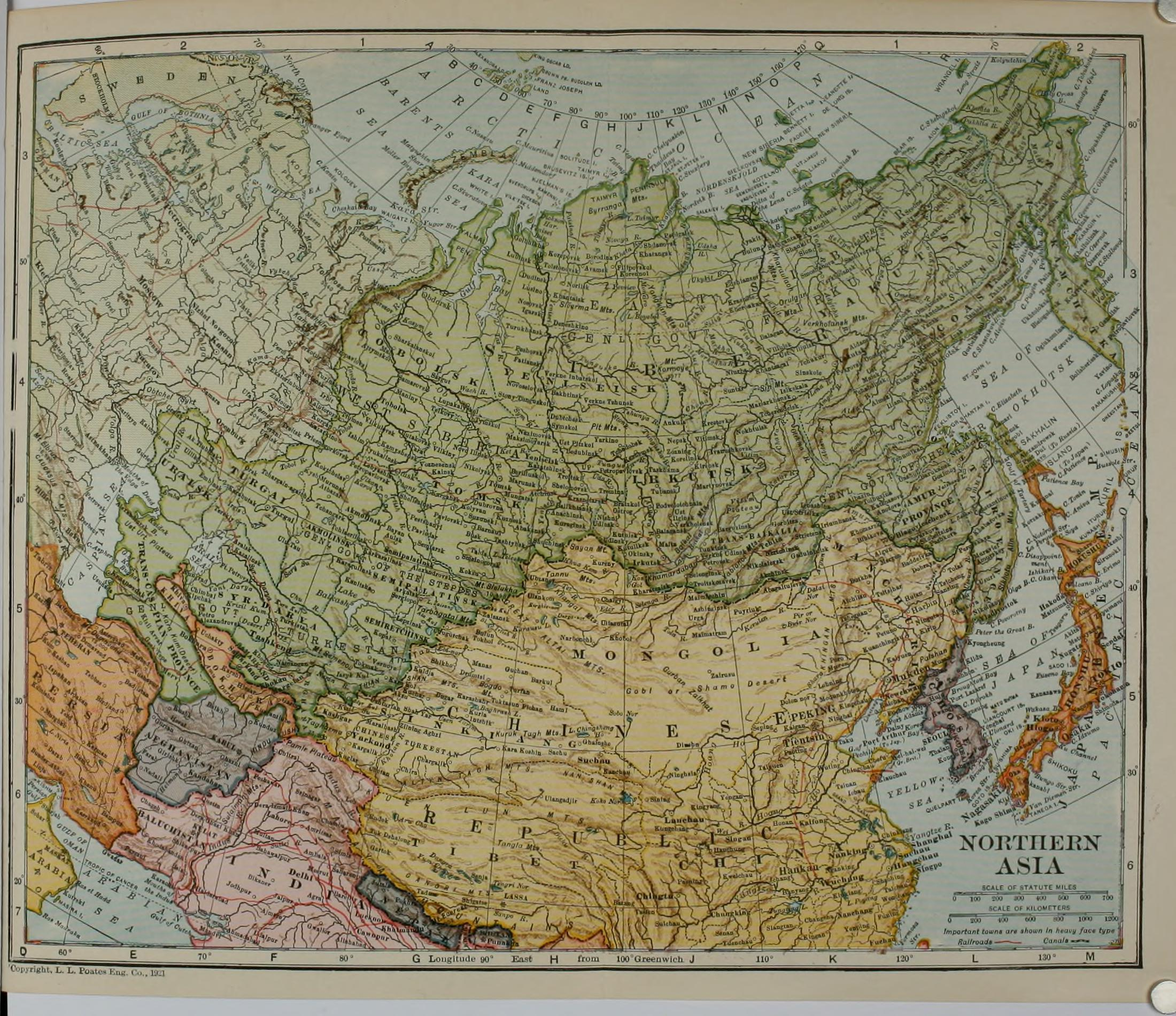
نقشه سال ۱۹۲۱ شمال آسیا
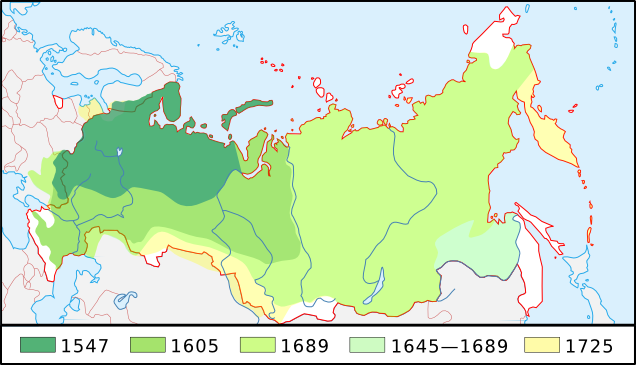
فتح سیبری توسط روسیه